# Jacques III de Luxembourg
Jacques III de Luxembourg, aussi nommé Jacques III de Luxembourg-Fiennes (mort vers 1530), est un noble de la Maison de Luxembourg - Saint Pol. Il fut seigneur de Fiennes, de Zottegem, d'Armentières, d'Erquinghem-Lys et de Gavere (en 1519, Gavere fut élevé au rang de comté).

## Biographie
Jacques III était le fils de Jacques II de Luxembourg-Fiennes et de Marguerite de Bruges-Gruuthuse, et il avait deux sœurs : Françoise de Luxembourg et Marguerite de Luxembourg-Saint Pol.
Jacques III fut nommé chevalier de l'ordre de la Toison d'or au chapitre de Barcelone en 1519n et il fut chambellan de Charles Quint, gouverneur de Lille et de Douai (1513-1530), gouverneur et capitaine général du comté de Flandre (1517-1530). À sa demande, Zottegem reçut des droits de marché en 1524 de l'empereur Charles Quint.
Mort vers 1530 et n'ayant pas eu d'enfants, la propriété de la lignée Luxembourg-Fiennes passa à sa sœur Françoise de Luxembourg.

## Mariage et descendance
Il épousa vers 1525 Hélène de Croÿ (1500-1540), fille d’Henri, comte de Porcien et de Charlotte de Châteaubriand (-1509). Le couple n'a pas eu d'enfants.

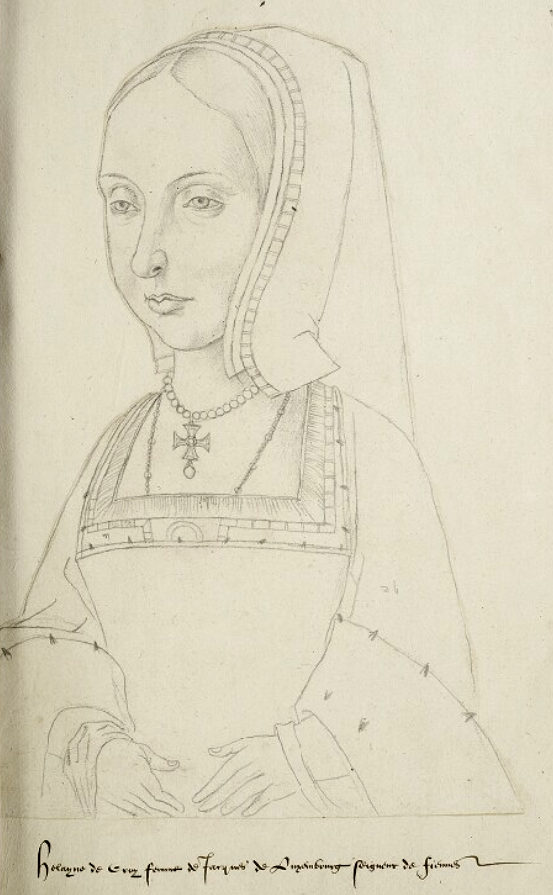
Portrait d'Hélène de Croÿ tiré du Recueil d'Arras.

## Source
- (nl) Cet article est partiellement ou en totalité issu de l’article de Wikipédia en néerlandais intitulé « Jacobus III van Luxemburg-Fiennes » (voir la liste des auteurs).